# Neoplan Transliner
Neoplan Transliner - rodzina autobusów międzymiastowych, turystycznych i kombi produkowana przez firmę Gottlob Auwärter GmbH & Co. KG pod marką Neoplan w latach 1990 - 1999 r w zakładach w Plauen, Berlin i Ehrenhein; w latach 1996 - 2000 r przez Neoplan Polska w Bolechowie koło Poznania, oraz krótkotrwale w chorwackich (wówczas jugosłowiańskich) zakładach TAZ w Zagrzebiu w latach 1990 - 1991 r.

## Historia
Neoplan Transliner pojawił się na rynku w 1990 r i ograniczał się do sprzedaży we Europie. Stanowił konkurencję dla Setry serii 200 (rodzina Rational) i 300 (z rodziny Comfort i Multi Class) i Mercedesa-Benz O 408,  MAN ÜL xx2/xx3, Lion's Comfort i Lion's Coach. W gamie Neoplan zastąpiło rodzinę Megaliner/Kombiliner wytwarzaną od 1983 r. Produkcję obejmującą model N 316 w wersjach Ü (międzymiastowy), K (kombi) i SHD (turystyczny wysokopokładowy) osadzono w zakładach Tvornica autobusa Zagreb, lecz wskutek problemów z dewizami, dostawą podzespołów i nierówną ich jakością, została zakończona na 16 wyprodukowanych egzemplarzach. W Niemczech produkcją zajmowały się zakłady Neoplan Omnibus GmbH Plauen, Neoplan Plant V w Ehrenhain (od lutego 1990 r) i w Berlinie. W listopadzie 1991 r zaczęła się sprzedaż w Wielkiej Brytanii w wersji przystosowanej do ruchu lewostronnego poprzez sieć handlową Carlton PSV.  Sprzedano ponad 500 sztuk standardowego modelu we Europie i 200 sztuk wersji 12 metrowej. Model mógł być napędzany silnikami DAF, MAN, Mercedes-Benz. Ceny (na rynku brytyjskim) startowały od 125 000 funtów.  Wyższy 49-miejscowy wariant SHD o wysokości 3,6 m był wyceniony na 129 000 funtów z napędem firmy Scania lub DAF. Silnik Mercedesa V8 wymagał dopłaty 7 500 funtów.  W 1992 r. w ramach podpisanej umowy z białoruskim MAZ uruchomiono licencyjny montaż modelu (MAZ-151) zakończony finalnie fiaskiem. Rok później, w 1993 r. przeprowadzono modernizację, uwidaczniającą się we zmienionej przedniej części nadwozia, nieformalnie stając się drugą generacją modelu. W pełni wyposażony model N316 w Wielkiej Brytanii kosztował 159 850 funtów Do maja 1997 r Neoplan wyprodukował 2980 Translinerów.  Z inicjatywy saksońskiego przewoźnika Autobus GmbH z Chemnitz, stałego klienta Neoplan opracowano i wdrożono do produkcji w Plauen, 15-metrowe modele N318/3. Od 1996 r modele N316 w wersjach SHD i K, oraz trzyosiowy N318/3 SHD trafiły do programu produkcyjnego polskich zakładów Neoplan Polska. Do oferty dołączyły modele napędzane CNG. Pokrewnym modelem w rodzinie Transliner są modele z serii Regioliner.  Nadwozie Translinera zostało użyte do opracowania tańszego modelu Neobody budowanego na podwoziach dostarczanych przez zewnętrznych producentów wedle życzenia klienta. Następcą rodziny Transliner stała się zaprezentowana w 1998 r rodzina Euroliner. Model utrzymał się w ofercie Neoplanu do końca 1999 lub początku 2000 r, kiedy zadecydowano o zaprzestaniu okrojonej gamowo produkcji w Bolechowie.

### Neoplan Transliner GX
Z inicjatywy brytyjskiego dealera autobusów Neoplan, SJ Carlton, niemiecki producent nawiązał współpracę z brytyjskim Dennis Special Vehicles. W jej ramach opracowano model Transliner GX oparty na podwoziu Dennis Javelin GX 290/GX 300. Jego produkcję ulokowano w berlińskich zakładach Neoplan oraz w Plauen. Prototyp Model został zaprezentowany podczas wydarzenia Expocoach 94. Posiadał zainstalowaną z tyłu pojazdu toaletę, regulowane fotele marki Kiel (alternatywnie mógł zostać wyposażony w fotele marki Vogel), fotel pilota, bojler na wodę i lodówkę. Wadą pojazdu była nierówna podłoga w przestrzeni pasażerskiej oraz sama wysokość, która ograniczała funkcjonalność pojazdu z uwagi na na ówczesne przepisy tonażowe w Wielkiej Brytanii.  Oferowany seryjnie od października 1994 r cechował się w wysokością 3,41 m, 51 miejscami siedzącymi, zwiększoną przestrzenią toalety i mniejszą lodówką. Podłoga uległa zrównaniu, co pozwoliło wyposażyć pojazd w podwójne szyby, pełnowymiarowe drzwi wejściowe i klimatyzację. Rozważano wprowadzenie modelu o wysokości 3,6 m,  lecz ten byłby pozbawiony udogodnień modelu niższego i cechowałby się zmniejszoną do 46 miejsc siedzących przestrzenią pasażerską, Cena pojazdu miała się mieścić w kwocie poniżej 150000 funtów. Wstępnie zamówiono 25 podwozi Javelin GX z terminem na sezon 1995 r Pierwsze 22 pojazdy zostały sprzedane do lutego 1995 r.

### Modele Neoplan oferowane przez Neoplan Polska
Neoplan Polska do końca 1996 r sprzedało 10 egzemplarzy Transliner N 316 SHD  Model N 316 SHD oferowany przez Neoplan Polska był standardowo wyposażony w silnik MAN D 2866 LOH 23 o pojemności 11 970 cm³ i mocy 400 KM; opcjonalnie mógł zostać zastąpiony Mercedes-Benz OM 442 LA o mocy 380 KM lub DAF WS 315 M 429 KM. Wykończenie wnętrza było personalizowane. Klimatyzacja w standardzie. Toaleta była oferowana jako opcja, która zmniejszała pojemność bagażnika ze 12 m³ do 10,5 m³. N 318 SHD mieścił zaś 63 pasażerów i oferował 16,5 m³ przestrzeni bagażnika (odpowiednio 14 m³ przy wyposażeniu w WC). Za wygodę pojazdu odpowiadała trzyosiowa konstrukcja pojazdu, trójkątny wózek jezdny umieszczony z tyłu pojazdu i niezależne zawieszenie przedniej osi. Standardowe wyposażenie obejmowało toaletę chemiczną, kuchenkę z ekspresem do kawy, lodówkę, video, radio z odtwarzaczem kaset i kabinę sypialną kierowcy. Źródłem napędu stanowił silnik MAN D 2876 LOH 01 o mocy 460 KM/524 KM i pojemności 12 816 cm³ lub Mercedes-Benz OM 442 LA 380 KM. N318 był wyposażony w system sterowania osi EHLA. Wariant N316/3 nie posiadał tego rozwiązania. Ogrzewanie i klimatyzacja pokładowa w standardzie, poprzez grzejniki konwektorowe umieszczone wzdłuż bocznych ścian autobusu. Każdy pasażer miał wspólną konsolę z dwoma lampkami do czytania, przyciskiem do wezwania hostessy i głośnikiem. Wyposażenie w dwa okna dachowe, wywietrzniki i półki bagażowe. Chemiczna toaleta pokładowa mogła zostać zastąpiona wodną na życzenie klienta. Pod podłogą w centralnej części pojazdu umieszczono pojemnik na śmieci.  Każdy był w kuchenkę pokładową, ekspres do kawy i podgrzewacz do kiełbasek. Opcjonalne urządzenia zapewniał producent. Podobnie dodatkowa lodówka. Radio umieszczono w chowanej konsoli środkowej na desce rozdzielczej, monitory video z przodu i środku pojazdu; obsługa za pomocą przycisków na kierownicy; systemy nagłaśniające Blaupunkt lub Becker. Kolumna kierownicy regulowana w wysokości i kątu pochylenia. Komputer pokładowy. Rolety przeciwsłoneczne. Własna regulacja nawiewów i dmuchawy, pneumatyczny i regulowany fotel kierowcy na poduszce powietrznej. Panoramiczna szyba przednia. Elektryczna regulacja i podgrzewanie lusterek. Kabina sypialna kierowcy pod fotelem pilota wyposażona w głośnik, schowek i wytłumiona. Poza wersjami turystycznymi, producent oferował wersje specjalne, m.in. ambulanse do pobierania krwi

## Gama
- L - autobus lokalny
- K - autobus kombi przeznaczony do transportu lokalnego i turystyki na krótszych dystansach
- Ü (Überland Lininenbus) - autobus międzymiastowy
- SHD (Superhochdecker) - turystyczny

| Model           | N 312 Ü/K | N 314 Ü/K | N 316 U/K/H (do 1993 r) | N 316 Ü/K/SHD | N 316/3 ÜL/KL/SHDL | N 318/3 | N 321/3 |
| --------------- | --- | --- | --- | --- | --- | --- | --- |
| Długość         | 9 950 cm | 11 250 cm | 12 000 cm | 12 000 cm | 13 700 cm | 15 000 cm | 18 000 cm |
| Szerokość       | 2 500 cm | 2 500 cm | 2 500 cm | 2 500 cm | 2 500 cm | 2 500 cm | 2 500 cm |
| Wysokość        | 3 260 cm (Ü) 3 300 cm (K) | 3 260 cm (Ü) 3 300 cm (K) | 3200 cm (Ü; K) 3 610 cm (H) | 3 260 cm (Ü) 3 300 cm (K) 3 620 cm (SHD) | 3 260 cm (ÜL) 3 300 cm (KL) 3 620 cm (SHDL) | 3 260 cm (Ü) 3 300 cm (K) 3 620 cm (SHD) | 3 260 (Ü) 3 300 (K) |
| Rozstaw osi     | 4 750 cm | 5 300 cm | 6 100 cm | 5 800 cm 5 950 cm (SHD) | 6 350 cm (I - II oś) 1 300 cm (II i III oś) | 7 330 cm (I i II oś) 1 300 cm (II i III oś) | 5 950 cm (I i II oś) 6 120 cm (II i III oś) |
| Drzwi           | Jednoskrzydłowe (w N 316 L dwuskrzydłowe) drzwi zewnętrzne wahadłowe na sprzężone powietrze z blokadą; Środkowe jedno lub dwuskrzydłowe (w zależności od typu) zewnętrzne | Jednoskrzydłowe (w N 316 L dwuskrzydłowe) drzwi zewnętrzne wahadłowe na sprzężone powietrze z blokadą; Środkowe jedno lub dwuskrzydłowe (w zależności od typu) zewnętrzne | Jednoskrzydłowe (w N 316 L dwuskrzydłowe) drzwi zewnętrzne wahadłowe na sprzężone powietrze z blokadą; Środkowe jedno lub dwuskrzydłowe (w zależności od typu) zewnętrzne | Jednoskrzydłowe (w N 316 L dwuskrzydłowe) drzwi zewnętrzne wahadłowe na sprzężone powietrze z blokadą; Środkowe jedno lub dwuskrzydłowe (w zależności od typu) zewnętrzne | Jednoskrzydłowe (w N 316 L dwuskrzydłowe) drzwi zewnętrzne wahadłowe na sprzężone powietrze z blokadą; Środkowe jedno lub dwuskrzydłowe (w zależności od typu) zewnętrzne | Jednoskrzydłowe (w N 316 L dwuskrzydłowe) drzwi zewnętrzne wahadłowe na sprzężone powietrze z blokadą; Środkowe jedno lub dwuskrzydłowe (w zależności od typu) zewnętrzne | Jednoskrzydłowe (w N 316 L dwuskrzydłowe) drzwi zewnętrzne wahadłowe na sprzężone powietrze z blokadą; Środkowe jedno lub dwuskrzydłowe (w zależności od typu) zewnętrzne |
| Fotele          | Fotele w 3-gwiazdkowym wariancie z możliwością rozchylania do tyłu i na boki, wyposażone w podłokietniki, podnóżki, małe stoliki i siatki na czasopisma, drobiazgi; w 4 i 5 gwiazdkowym wariancie z dodatkową podporą kręgosłupa i regulowanym zagłówkiem. | Fotele w 3-gwiazdkowym wariancie z możliwością rozchylania do tyłu i na boki, wyposażone w podłokietniki, podnóżki, małe stoliki i siatki na czasopisma, drobiazgi; w 4 i 5 gwiazdkowym wariancie z dodatkową podporą kręgosłupa i regulowanym zagłówkiem. | Fotele w 3-gwiazdkowym wariancie z możliwością rozchylania do tyłu i na boki, wyposażone w podłokietniki, podnóżki, małe stoliki i siatki na czasopisma, drobiazgi; w 4 i 5 gwiazdkowym wariancie z dodatkową podporą kręgosłupa i regulowanym zagłówkiem. | Fotele w 3-gwiazdkowym wariancie z możliwością rozchylania do tyłu i na boki, wyposażone w podłokietniki, podnóżki, małe stoliki i siatki na czasopisma, drobiazgi; w 4 i 5 gwiazdkowym wariancie z dodatkową podporą kręgosłupa i regulowanym zagłówkiem. | Fotele w 3-gwiazdkowym wariancie z możliwością rozchylania do tyłu i na boki, wyposażone w podłokietniki, podnóżki, małe stoliki i siatki na czasopisma, drobiazgi; w 4 i 5 gwiazdkowym wariancie z dodatkową podporą kręgosłupa i regulowanym zagłówkiem. | Fotele w 3-gwiazdkowym wariancie z możliwością rozchylania do tyłu i na boki, wyposażone w podłokietniki, podnóżki, małe stoliki i siatki na czasopisma, drobiazgi; w 4 i 5 gwiazdkowym wariancie z dodatkową podporą kręgosłupa i regulowanym zagłówkiem. | Fotele w 3-gwiazdkowym wariancie z możliwością rozchylania do tyłu i na boki, wyposażone w podłokietniki, podnóżki, małe stoliki i siatki na czasopisma, drobiazgi; w 4 i 5 gwiazdkowym wariancie z dodatkową podporą kręgosłupa i regulowanym zagłówkiem. |
| Liczba miejsc   | 41 + 1 (** klasa GBK) 37 + 1 (*** klasa GBK) (Ü) 41 + 2 + 1 (** GBK) 37 + 2 + 1 (*** GBK) 32 + 2 + 1 (**** GBK) (K) | 49 + 1 (** GBK) 45 + 1 (*** GBK) (Ü) 47 + 2 + 1 (** GBK) 45 + 2 + 1 (*** GBK) 40 + 2 + 1 (**** GBK) (K) | 59 (Ü; K; H) 47 + 1 + 1 (** GBK) 43 + 1 +1 (**** GBK) (K) 49+1+1 (*** GBK) 44+1+1 (**** GBK) (H) | 53 + 1 (** GBK) 49 + 1 (*** GBK) (Ü) 53 + 2 + 1 (** GBK) 49 + 2 + 1 (*** GBK) 44 + 2 + 1 (**** GBK) (K) 49 + 2 + 1 (*** GBK) 44 + 2 + 1 (**** GBK) 40 + 2 + 1 (***** GBK)(SHD) | 61, 57 (** GBK) (ÜL) 61 + 2 + 1 (** GBK) 57 + 2 + 1 (*** GBK) 52 + 2 + 1 (**** GBK) (KL) 57 + 2 + 1 (*** GBK) 52 + 2 + 1 (**** GBK) 48 + 2 + 1 (***** GBK) (SHDL) | 69; 65 (** GBK) (Ü) 69 + 2+ 1 (** GBK) 65 + 2+ 1 (*** GBK) 56 + 2 + 1 (**** GBK) (K) 65 + 2 + 1 (*** GBK) 56 + 2 + 1 (**** GBK) 52 + 2 + 1 (***** GBK) (SHD) | 73 + 4+ 1 (*** GBK)(Ü) 67 + 2 + 1 (*** GBK)(K) |
| Klimatyzacja    | W całej przestrzeni pasażerskiej grzejniki konwekcyjne, które zapewniają równomierne ogrzewanie pomieszczenia, a z tyłu kompaktowa instalacja grzewcza i wentylacyjna . 2 uchylane dachy zapewniają między innymi wymuszoną wentylację. Kanały powietrzne dostarczają indywidualnie regulowane dysze powietrzne przy każdym miejscu siedzącym. Dodatkowa wentylacja pośrednia do bocznych okien i środkowego przejścia. | W całej przestrzeni pasażerskiej grzejniki konwekcyjne, które zapewniają równomierne ogrzewanie pomieszczenia, a z tyłu kompaktowa instalacja grzewcza i wentylacyjna . 2 uchylane dachy zapewniają między innymi wymuszoną wentylację. Kanały powietrzne dostarczają indywidualnie regulowane dysze powietrzne przy każdym miejscu siedzącym. Dodatkowa wentylacja pośrednia do bocznych okien i środkowego przejścia. | W całej przestrzeni pasażerskiej grzejniki konwekcyjne, które zapewniają równomierne ogrzewanie pomieszczenia, a z tyłu kompaktowa instalacja grzewcza i wentylacyjna (tylko wariant K). 2 unoszone dachy zapewniają wymuszoną wentylację; kanały powietrzne zaopatrują indywidualnie regulowane dysze powietrzne przy każdym miejscu siedzącym (opcja w wersji K; seryjne w H). Sterowanie automatyczne zgodnie z ustawieniami temperatury dokonanymi przez kierowcę | W całej przestrzeni pasażerskiej grzejniki konwekcyjne, które zapewniają równomierne ogrzewanie pomieszczenia, a z tyłu kompaktowa instalacja grzewcza i wentylacyjna 2 przesuwne dachy zapewniają między innymi wymuszoną wentylację. Kanały powietrzne dostarczają indywidualnie regulowane dysze powietrzne przy każdym miejscu siedzącym. Dodatkowa wentylacja pośrednia do bocznych okien i środkowego przejścia. Sterowanie automatyczne zgodnie z ustawieniami temperatury dokonanymi przez kierowcę (w pełni automatyczna klimatyzacja jako opcja w SHD i K) W całym pomieszczeniu pasażerskim znajduje się grzejnik konwektorowy, który zapewnia równomierne ogrzewanie pomieszczenia. 2 dachy podnoszone i 4 wentylatory dachowe zapewniają wymuszoną wentylację. Sterowanie automatyczne zgodnie z ustawieniami temperatury dokonanymi przez kierowcę (Ü CNG) | W całej przestrzeni pasażerskiej grzejniki konwekcyjne, które zapewniają równomierne ogrzewanie pomieszczenia, a z tyłu kompaktowa instalacja grzewcza i wentylacyjna 2 przesuwne dachy zapewniają między innymi wymuszoną wentylację. Kanały powietrzne dostarczają indywidualnie regulowane dysze powietrzne przy każdym miejscu siedzącym. Dodatkowa wentylacja pośrednia do bocznych okien i środkowego przejścia. Sterowanie automatyczne zgodnie z ustawieniami temperatury dokonanymi przez kierowcę (w pełni automatyczna klimatyzacja jako opcja w SHD i K) W całym pomieszczeniu pasażerskim znajduje się grzejnik konwektorowy, który zapewnia równomierne ogrzewanie pomieszczenia. 2 dachy podnoszone i 4 wentylatory dachowe zapewniają wymuszoną wentylację. Sterowanie automatyczne zgodnie z ustawieniami temperatury dokonanymi przez kierowcę (Ü CNG) | W całej przestrzeni pasażerskiej grzejniki konwekcyjne, które zapewniają równomierne ogrzewanie pomieszczenia, a z tyłu kompaktowa instalacja grzewcza i wentylacyjna 2 przesuwne dachy zapewniają między innymi wymuszoną wentylację. Kanały powietrzne dostarczają indywidualnie regulowane dysze powietrzne przy każdym miejscu siedzącym. Dodatkowa wentylacja pośrednia do bocznych okien i środkowego przejścia. Sterowanie automatyczne zgodnie z ustawieniami temperatury dokonanymi przez kierowcę (w pełni automatyczna klimatyzacja jako opcja w SHD i K) W całym pomieszczeniu pasażerskim znajduje się grzejnik konwektorowy, który zapewnia równomierne ogrzewanie pomieszczenia. 2 dachy podnoszone i 4 wentylatory dachowe zapewniają wymuszoną wentylację. Sterowanie automatyczne zgodnie z ustawieniami temperatury dokonanymi przez kierowcę (Ü CNG) | W całej przestrzeni pasażerskiej grzejniki konwekcyjne, które zapewniają równomierne ogrzewanie pomieszczenia, a z tyłu kompaktowa instalacja grzewcza i wentylacyjna 2 przesuwne dachy zapewniają między innymi wymuszoną wentylację. Kanały powietrzne dostarczają indywidualnie regulowane dysze powietrzne przy każdym miejscu siedzącym. Dodatkowa wentylacja pośrednia do bocznych okien i środkowego przejścia. Sterowanie automatyczne zgodnie z ustawieniami temperatury dokonanymi przez kierowcę (w pełni automatyczna klimatyzacja jako opcja w SHD i K) W całym pomieszczeniu pasażerskim znajduje się grzejnik konwektorowy, który zapewnia równomierne ogrzewanie pomieszczenia. 2 dachy podnoszone i 4 wentylatory dachowe zapewniają wymuszoną wentylację. Sterowanie automatyczne zgodnie z ustawieniami temperatury dokonanymi przez kierowcę (Ü CNG) |
| Zawieszenie     | Niezależne zawieszenie na przedniej osi z jednym miechem powietrznym/poduszką powietrzną i amortyzatorem po każdej stronie koła. Sztywna oś napędowa na wózku NEOPLAN z 3 bezobsługowymi, silentblockowymi punktami podparcia oraz bardzo szerokim rozstawem sprężyn, z miechami (poduszkami) powietrznymi umieszczonymi poza rozstawem kół                                                                             | Niezależne zawieszenie na przedniej osi z jednym miechem powietrznym/poduszką powietrzną i amortyzatorem po każdej stronie koła. Sztywna oś napędowa na wózku NEOPLAN z 3 bezobsługowymi, silentblockowymi punktami podparcia oraz bardzo szerokim rozstawem sprężyn, z miechami (poduszkami) powietrznymi umieszczonymi poza rozstawem kół                                                                             | Niezależne zawieszenie na przedniej osi z jednym miechem powietrznym/poduszką powietrzną i amortyzatorem po każdej stronie koła. Sztywna oś napędowa na wózku NEOPLAN z 3 bezobsługowymi, silentblockowymi punktami podparcia oraz bardzo szerokim rozstawem sprężyn, z miechami (poduszkami) powietrznymi umieszczonymi poza rozstawem kół | Niezależne zawieszenie na przedniej osi z jednym miechem powietrznym/poduszką powietrzną i amortyzatorem po każdej stronie koła. Sztywna oś napędowa na wózku NEOPLAN z 3 bezobsługowymi, silentblockowymi punktami podparcia oraz bardzo szerokim rozstawem sprężyn, z miechami (poduszkami) powietrznymi umieszczonymi poza rozstawem kół | Niezależne zawieszenie na przedniej osi z jednym miechem powietrznym/poduszką powietrzną i amortyzatorem po każdej stronie koła. Sztywna oś napędowa na wózku NEOPLAN z 3 bezobsługowymi, silentblockowymi punktami podparcia oraz bardzo szerokim rozstawem sprężyn, z miechami (poduszkami) powietrznymi umieszczonymi poza rozstawem kół | Niezależne zawieszenie na przedniej osi z jednym miechem powietrznym/poduszką powietrzną i amortyzatorem po każdej stronie koła. Sztywna oś napędowa na wózku NEOPLAN z 3 bezobsługowymi, silentblockowymi punktami podparcia oraz bardzo szerokim rozstawem sprężyn, z miechami (poduszkami) powietrznymi umieszczonymi poza rozstawem kół | Niezależne zawieszenie na przedniej osi z jednym miechem powietrznym/poduszką powietrzną i amortyzatorem po każdej stronie koła. Sztywna oś napędowa na wózku NEOPLAN z 3 bezobsługowymi, silentblockowymi punktami podparcia oraz bardzo szerokim rozstawem sprężyn, z miechami (poduszkami) powietrznymi umieszczonymi poza rozstawem kół |
| Hamulce         | Dwuobwodowy system hamulcowy; Przód: pneumatyczne tarczowe; Tył: bębnowe; Hamulec sprężynowy jako hamulec postojowy; Hamulec silnikowy za pomocą pedału; ABS w standardzie; Retarder: Voith lub Telma, a także ZF-Intarder (tylko z ZF S 8-180) (Ü; K) | Dwuobwodowy system hamulcowy; Przód: pneumatyczne tarczowe; Tył: bębnowe; Hamulec sprężynowy jako hamulec postojowy; Hamulec silnikowy za pomocą pedału; ABS w standardzie; Retarder: Voith lub Telma, a także ZF-Intarder (tylko z ZF S 8-180) (Ü; K) | Dwuobwodowy system hamulcowy; Przód: pneumatyczne tarczowe; Tył: bębnowe; Hamulec sprężynowy jako hamulec postojowy; Hamulec silnikowy za pomocą pedału; ABS w standardzie; R (Ü; K; H) | Dwuobwodowy system hamulcowy; Przód: pneumatyczne tarczowe; Tył: bębnowe; Hamulec sprężynowy jako hamulec postojowy; Hamulec silnikowy za pomocą pedału; ABS w standardzie; Retarder: Voith lub Telma, a także ZF-Intarder (tylko z ZF S 8-180) (SHD; Ü; K) Retarder zintegrowany w automatycznej skrzyni biegów. (Ü CNG) | Dwuobwodowy system hamulcowy; Przód: pneumatyczne tarczowe; Tył: bębnowe; Hamulec sprężynowy jako hamulec postojowy; Hamulec silnikowy za pomocą pedału; ABS w standardzie; Retarder: Voith lub Telma, a także ZF-Intarder (tylko z ZF S 8-180) (SHD; Ü; K) Retarder zintegrowany w automatycznej skrzyni biegów. (Ü CNG) | Dwuobwodowy system hamulcowy; Przód: pneumatyczne tarczowe; Tył: bębnowe; Hamulec sprężynowy jako hamulec postojowy; Hamulec silnikowy za pomocą pedału; ABS w standardzie; Retarder: Voith lub Telma, a także ZF-Intarder (tylko z ZF S 8-180) (SHD; Ü; K) Retarder zintegrowany w automatycznej skrzyni biegów. (Ü CNG) | Dwuobwodowy system hamulcowy; Przód: pneumatyczne tarczowe; Tył: bębnowe; Hamulec sprężynowy jako hamulec postojowy; Hamulec silnikowy za pomocą pedału; ABS w standardzie; Retarder: Voith lub Telma, a także ZF-Intarder (tylko z ZF S 8-180) (SHD; Ü; K) Retarder zintegrowany w automatycznej skrzyni biegów. (Ü CNG) |
| Elektryka       | (brak) | (brak) | Instalacja elektryczna: Bosch 24 V; Alternator: 120 A/2880 W; Akumulatory: 2x12 V 200 Ah. Ustandaryzowana instalacja z jednolicie numerowanymi kablami/połączeniami. | Instalacja elektryczna: Bosch 24 V, Alternator: 2x140 A, Akumulatory: 2 akumulatory po 12 V 200 Ah. Ustandaryzowana instalacja z jednolicie numerowanymi kablami/połączeniami. | Instalacja elektryczna: Bosch 24 V, Alternator: 2x140 A, Akumulatory: 2 akumulatory po 12 V 200 Ah. Ustandaryzowana instalacja z jednolicie numerowanymi kablami/połączeniami. | Instalacja elektryczna: Bosch 24 V, Alternator: 2x140 A, Akumulatory: 2 akumulatory po 12 V 200 Ah. Ustandaryzowana instalacja z jednolicie numerowanymi kablami/połączeniami. | Instalacja elektryczna: Bosch 24 V, Alternator: 2x140 A, Akumulatory: 2 akumulatory po 12 V 200 Ah. Ustandaryzowana instalacja z jednolicie numerowanymi kablami/połączeniami. |
| Zbiornik paliwa | 360 l | 350 l | 300 l (Ü; K) 570 l (H) | 520 l | 520 l | 520 l | 350 l |
| Bagażnik        | 3,5 m³ (Ü) 4,5 m³ (K) | 4 m³ (Ü) 5 m³ (K) | 5 m³ (Ü) 6,6 m³ (K) 12 m³ (H) | 5 m³ (Ü) 7 m³ (K) 10,5 m³ (SHD) | 6 m³ (ÜL) 8 m³ (KL) 11,5 m³ (SHDL) | 7 m³ (Ü) 9,5 m³ (K) 14 m³ (SHD) W N 316 SHD i N 318 SHD występowała opcja instalacji dodatkowego bagażnika (tzw. plecaka). | 5 m³ (Ü) 7 m³ (K) |

### Galeria

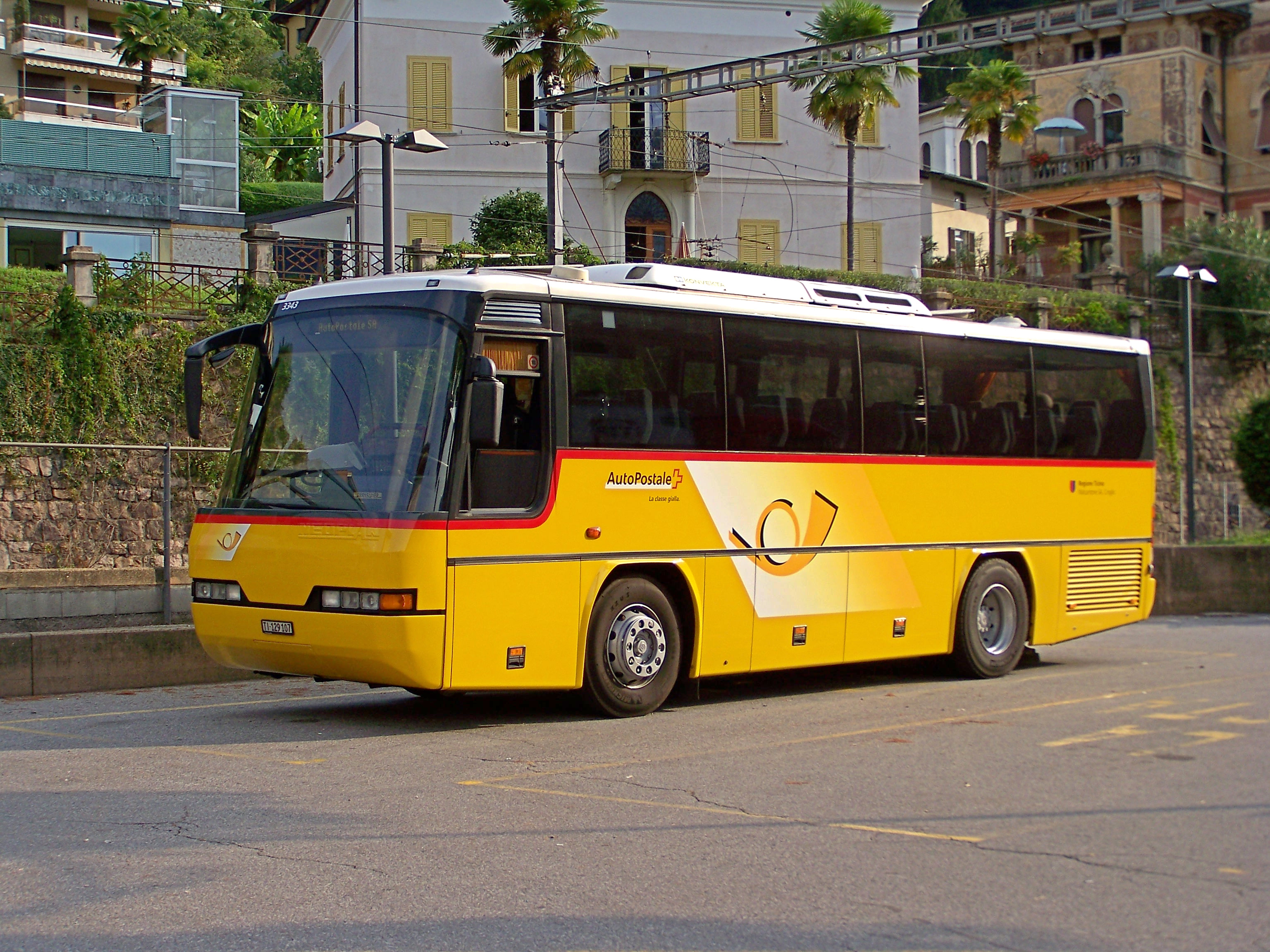
N 314
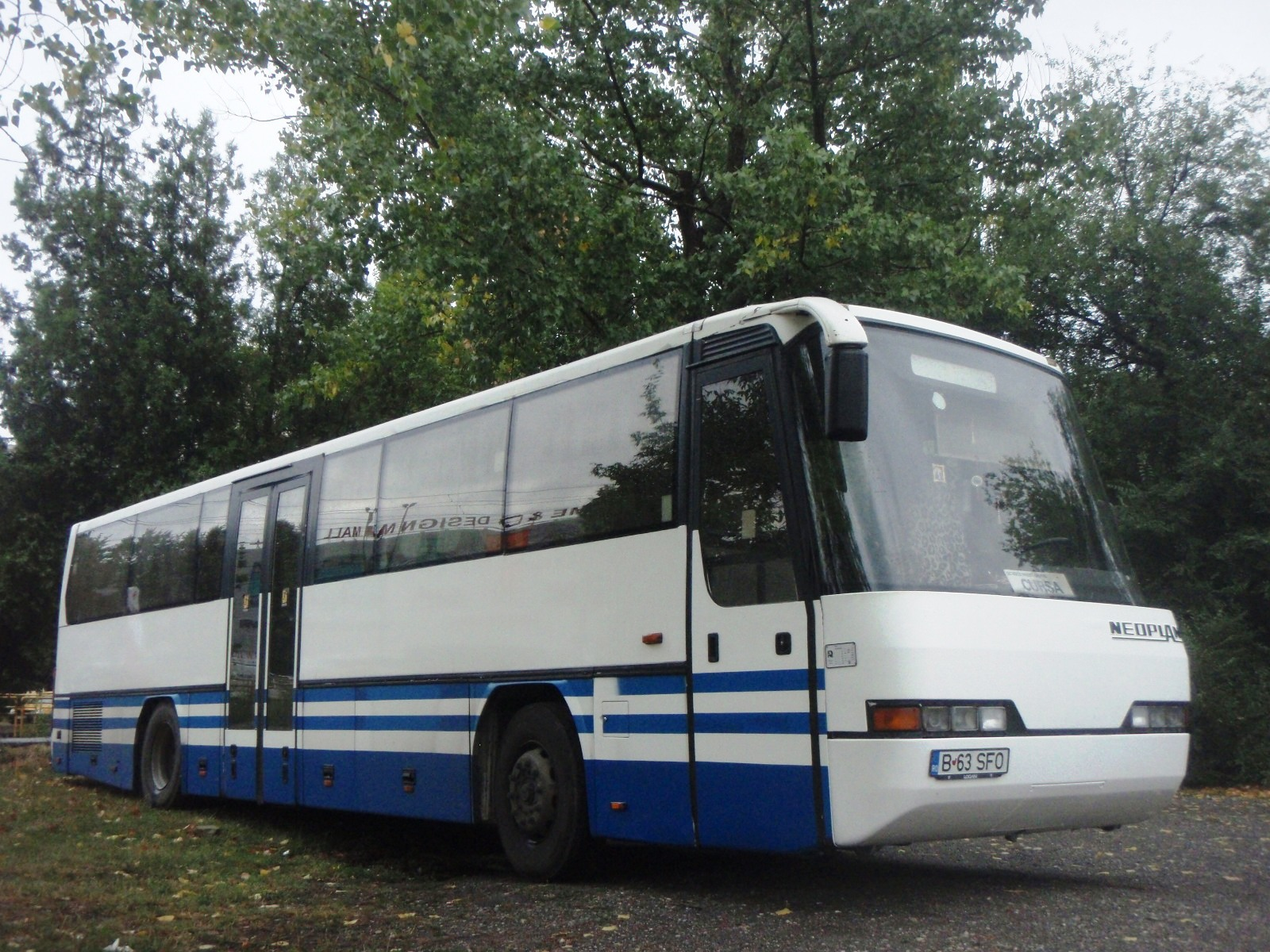
N 316 Ü
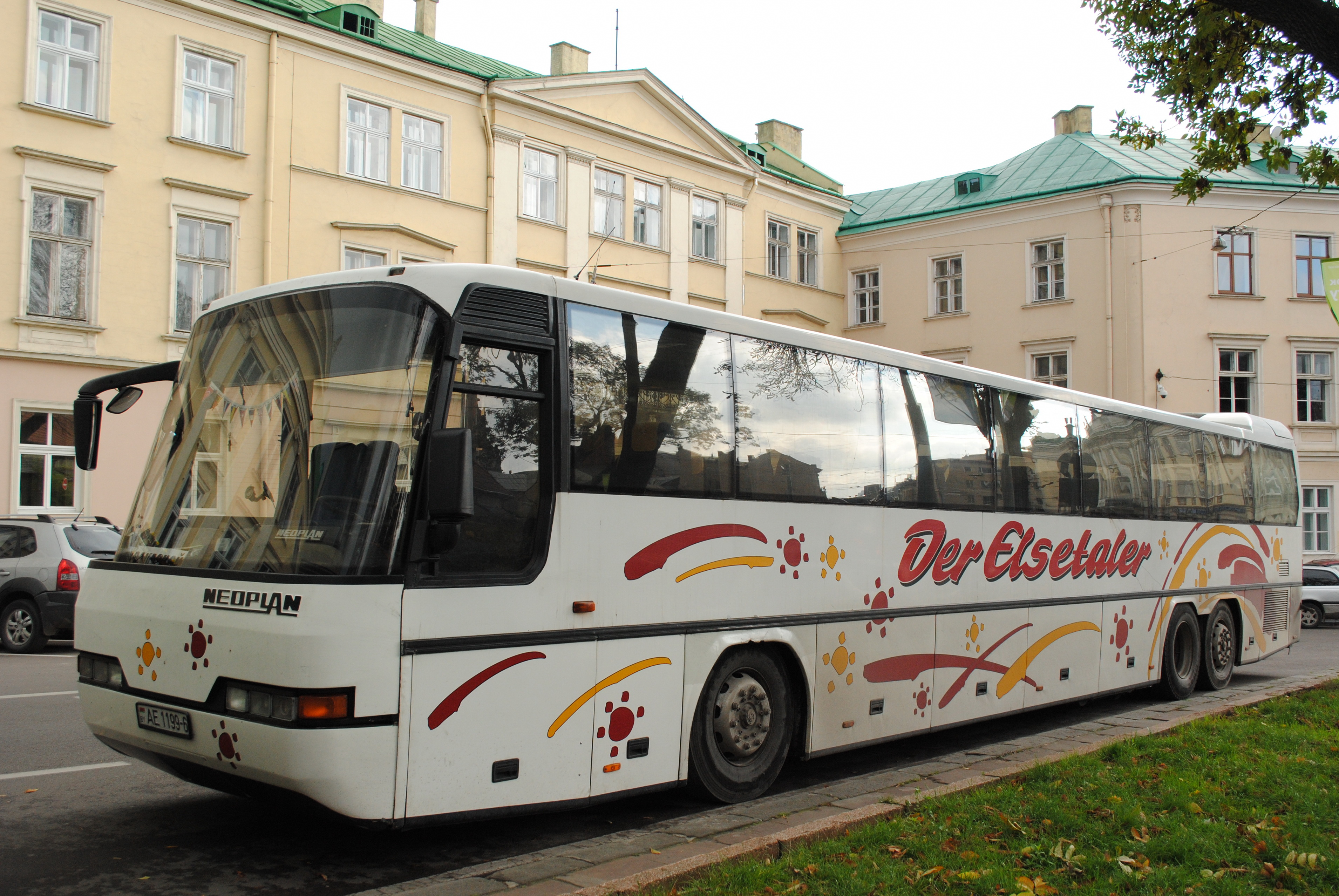
N 318/3
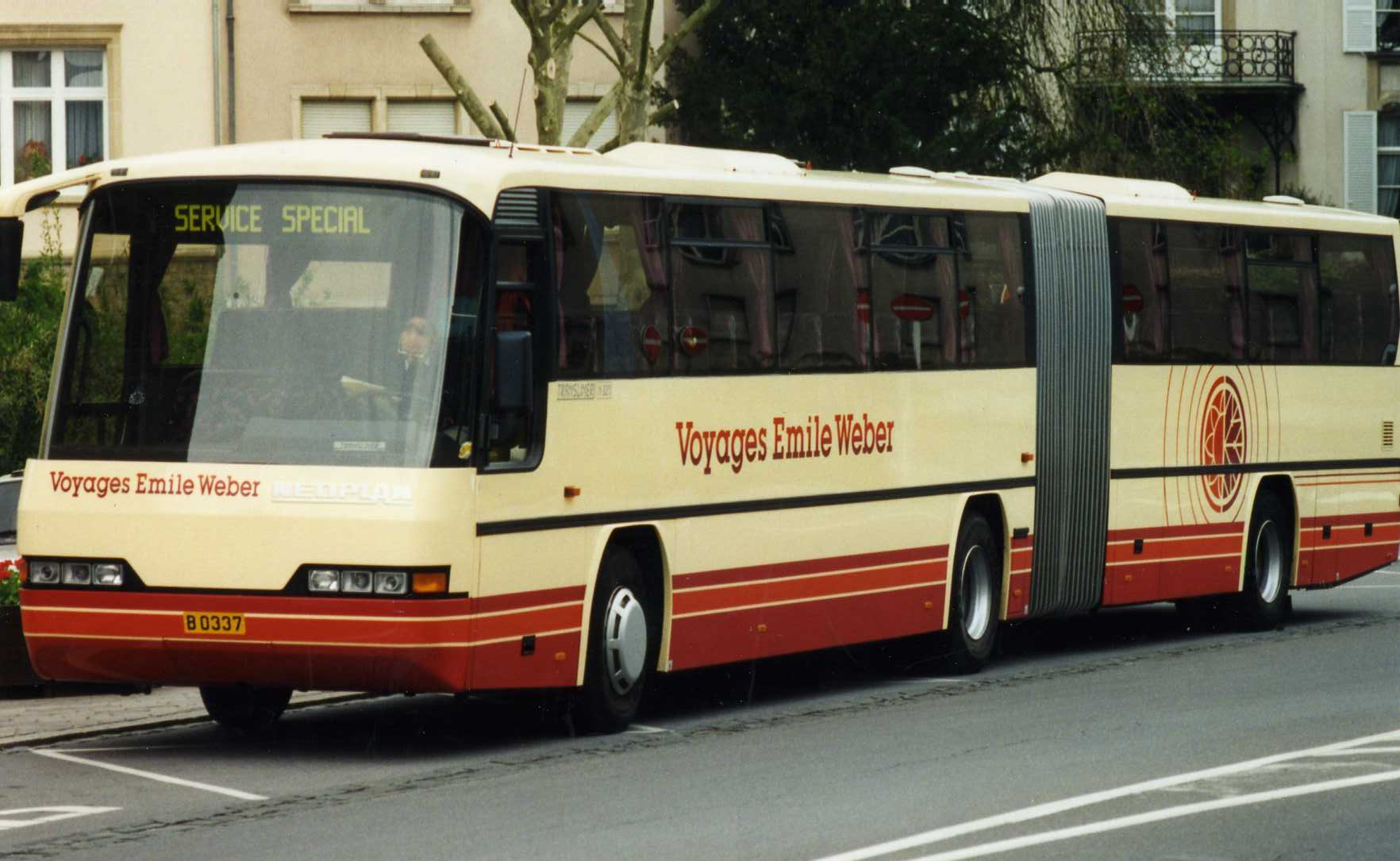
N 321/3

## Neoplan Regioliner
Neoplan Regioliner został zaprezentowany w 1996 r jako niskopodłogowy wariant autobusu międzymiastowego w rodzinie Transliner. Model stanowił konkurencję dla rodzimych wytwórców, tj. MAN NÜ xx3, Setry 3xx NF (z rodziny MultiClass) i Mercedesa-Benza O407, oraz zagranicznych - Renault Agora Line i Iveco CityClass. Były testowane przez PVG Podłoga modelu została wykorzystana do konstrukcji miejskiego Centroliner. Regioliner zniknął z oferty producenta, zastąpiony przez międzymiastowe/podmiejskie warianty modelu Centroliner z dopiskiem Ü. 

### Gama
| Model           | N 3016    | N 316 LNF | N 318/3 LNF                              |
| --------------- | --------- | --------- | ---------------------------------------- |
| Długość         | 12 000 cm | 12 000 cm | 15 000 cm                                |
| Szerokość       | 2 500 cm  | 2 500 cm  | 2 500 cm                                 |
| Wysokość        | 3 120 cm  | 3 220 cm  | 3 220 cm                                 |
| Rozstaw osi     | 5 980 cm  | 6 020 cm  | 7 330 (I i II oś) 1 300 cm (II i III oś) |
| Liczba miejsc   | 45 + 1    | 48 + 1    | 57+2+1                                   |
| Zbiornik paliwa | 360 l     | 260 l     | 300 l                                    |

## Neoplan Transliner (USA)
Amerykańskie zakłady Neoplan USA produkowały własny model Translinera (całkowicie odmienna konstrukcja od europejskiego odpowiednika) w 1981 r. 415 pojazdów zostało dostarczonych w 1984 r do Los Angeles do obsługi wydarzenia Letnich Igrzysk Olimpijskich. Niskopodłogowy model stworzony z myślą o transporcie miejskim był napędzany jednostkami napędowymi firm Detroit Diesel oraz Cummins, zespalany ze skrzyniami biegów produkcji ZF, Voith lub Allison. Od 1991 r pojazdy były zasilane silnikami Detroit Diesel Series 60. Model pozostawał w ofercie producenta do chwili zamknięcia działalności w 2006 r

### Gama
| Model                          | AN 435 | AN 440 | AN435LF (Low Floor) | AN440LF | AN440TLF (Truly Low Floor) | AN445TLF |
| ------------------------------ | --- | --- | --- | --- | --- | --- |
| Cechy charakterystyczne        | - Układ siedzeń zgodnie ze specyfikacją klienta, począwszy od standardowych siedzeń tranzytowych do luksusowych foteli typu podmiejskiego. - Winda dla wózków inwalidzkich. - Dwoje bardzo szerokich drzwi z napędem automatycznym typu plug. System przyklęku; Dostępne są również klasyczne drzwi - Pełna zgodność z przepisami z wymaganiami ADA. | - Układ siedzeń zgodnie ze specyfikacją klienta, począwszy od standardowych siedzeń tranzytowych do luksusowych foteli typu podmiejskiego. - Winda dla wózków inwalidzkich. - Dwoje bardzo szerokich drzwi z napędem automatycznym typu plug. System przyklęku; Dostępne są również klasyczne drzwi - Pełna zgodność z przepisami z wymaganiami ADA. | - Niska podłoga z przodu z wygodnymi stopniami w tylnej podwyższonej części. - Podnoszona środkowa oś przednia i planetarna oś napędowa. - Układ siedzeń zgodnie ze specyfikacją klienta, począwszy od standardowych siedzeń tranzytowych do luksusowych foteli typu podmiejskiego. - Winda dla wózków inwalidzkich. - Dwoje automatycznych drzwi według specyfikacji klienta. - Pełna zgodność z przepisami z wymaganiami ADA.                                        | - Niska podłoga z przodu z wygodnymi stopniami w tylnej podwyższonej części. - Podnoszona środkowa oś przednia i planetarna oś napędowa. - Układ siedzeń zgodnie ze specyfikacją klienta, począwszy od standardowych siedzeń tranzytowych do luksusowych foteli typu podmiejskiego. - Winda dla wózków inwalidzkich. - Dwoje automatycznych drzwi według specyfikacji klienta. - Pełna zgodność z przepisami z wymaganiami ADA.                                        | - Całkowicie niska podłoga - Zawiera wszystkie trwałe funkcje autobusów komunikacji miejskiej NEOPLAN i wszystkie najnowocześniejsze rozwiązania sprzęt tranzytowy. - Opuszczana środkowa oś przednia i oś napędowa Meritor lub ZF. - Układ siedzeń zgodnie ze specyfikacją klienta. - Winda dla wózków inwalidzkich. - Dwoje lub troje drzwi automatycznych wg specyfikacji klienta - Pełna zgodność z przepisami z wymaganiami ADA.                                  | - Całkowicie niska podłoga - Zawiera wszystkie trwałe funkcje autobusów komunikacji miejskiej NEOPLAN i wszystkie najnowocześniejsze rozwiązania sprzęt tranzytowy. - Opuszczana środkowa oś przednia i oś napędowa Meritor lub ZF. - Układ siedzeń zgodnie ze specyfikacją klienta. - Winda dla wózków inwalidzkich. - Dwoje lub troje drzwi automatycznych wg specyfikacji klienta - Pełna zgodność z przepisami z wymaganiami ADA.                                  |
| Konstrukcja                    | Samonośna, integralna konstrukcja ze stali nierdzewnej i miękkiej rury spawane elektrycznie. Panele dachowe i boczne są z dwustronnie ocynkowanej stali, mocowane do szkieletu metodą punktowego spawania i klejenia. Przednie i tylne kołpaki z włókna szklanego. Nadkola, wnęki schodkowe i obszar silnika ze stali nierdzewnej. | Samonośna, integralna konstrukcja ze stali nierdzewnej i miękkiej rury spawane elektrycznie. Panele dachowe i boczne są z dwustronnie ocynkowanej stali, mocowane do szkieletu metodą punktowego spawania i klejenia. Przednie i tylne kołpaki z włókna szklanego. Nadkola, wnęki schodkowe i obszar silnika ze stali nierdzewnej. | Samonośna, integralna konstrukcja ze stali nierdzewnej i miękkiej rury spawane elektrycznie. Panele dachowe i boczne są z dwustronnie ocynkowanej stali, mocowane do szkieletu metodą punktowego spawania i klejenia. Przednie i tylne kołpaki z włókna szklanego. Nadkola, wnęki schodkowe i obszar silnika ze stali nierdzewnej. | Samonośna, integralna konstrukcja ze stali nierdzewnej i miękkiej rury spawane elektrycznie. Panele dachowe i boczne są z dwustronnie ocynkowanej stali, mocowane do szkieletu metodą punktowego spawania i klejenia. Przednie i tylne kołpaki z włókna szklanego. Nadkola, wnęki schodkowe i obszar silnika ze stali nierdzewnej. | Samonośna, integralna konstrukcja ze stali nierdzewnej i miękkiej rury spawane elektrycznie. Panele dachowe i boczne są z dwustronnie ocynkowanej stali, mocowane do szkieletu metodą punktowego spawania i klejenia. Przednie i tylne kołpaki z włókna szklanego. Nadkola, wnęki schodkowe i obszar silnika ze stali nierdzewnej. | Samonośna, integralna konstrukcja ze stali nierdzewnej i miękkiej rury spawane elektrycznie. Panele dachowe i boczne są z dwustronnie ocynkowanej stali, mocowane do szkieletu metodą punktowego spawania i klejenia. Przednie i tylne kołpaki z włókna szklanego. Nadkola, wnęki schodkowe i obszar silnika ze stali nierdzewnej. |
| Długość                        | 35 stóp (10,668 m) | 40 stóp (12,192 m) | 35 stóp (10,668 m) | 40 stóp (12,192 m) | 40 stóp (12,192 m) | 45 stóp (13,716 m) |
| Szerokość                      | 96 cali (2,4384 m) | 102 cali (2,5908 m) | 102 cali (2,5908 m) | 102 cali (2,5908 m) | 102 cali (2,5908 m) | 102 cali (2,5908 m) |
| Wysokość                       | 120 cali (3,048 m) 132 cali (z klimatyzacją) (3,3528 m) | 120 cali (3,048 m) 132 cali (z klimatyzacją) (3,3528 m) | 115 cali (2,921 m) | 115 cali (2,921 m) | 127 cali (3,2258 m) | 127 cali (3,2258 m) |
| Rozstaw osi                    | 205,75 cali (5,22605 m) | 266 cali (6,7564 m) | max. 127 cali (3,2258 m) | max. 127 cali (3,2258 m) | 274 cali (9,9596 m) | 274 cali (9,9596 m) |
| Wysokość podłogi (przód - tył) | 14,5-16 cali (36,83 cm - 40,64 cm) | 14,5-16 cali (36,83 cm - 40,64 cm) | 14,5 - 15,5 cali (36,83 - 39,37 cm | 14,5 - 15,5 cali (36,83 - 39,37 cm | 14,5 - 15,5 cali (36,83 - 39,37 cm | 14,5 - 15,5 cali (36,83 - 39,37 cm |
| Masa własna                    | 29 000 ft (13 151,5 kg) | 29 000 ft (13 151,5 kg) | 29 000 ft (13 151,5 kg) | 29 000 ft (13 151,5 kg) | 29 000 ft (13 151,5 kg) | 29 000 ft (13 151,5 kg) |
| Promień skrętu                 | 38 cali (96,52 cm) | 43 cale (109,22 cm) | 42 cale (106,68 cm) | 42 cale (106,68 cm) | 42 cale (106,68 cm) | 42 cale (106,68 cm) |
| Silnik                         | Detroit Diesel Series 40 lub 50 z najnowszym DDEC. Cummins ISM series lub C series, opcjonalnie z CNG. | Detroit Diesel Series 40 lub 50 z najnowszym DDEC. Cummins ISM series lub C series, opcjonalnie z CNG. | Detroit Diesel Series 40 lub 50 z najnowszym DDEC. Cummins ISM series lub C series, opcjonalnie z CNG. | Detroit Diesel Series 40 lub 50 z najnowszym DDEC. Cummins ISM series lub C series, opcjonalnie z CNG. | Detroit Diesel Series 40 lub 50 z najnowszym DDEC. Cummins ISM series lub C series, opcjonalnie z CNG. | Detroit Diesel Series 40 lub 50 z najnowszym DDEC. Cummins ISM series lub C series, opcjonalnie z CNG. |
| Skrzynia biegów                | Allison World B400 lub B500, sterowanie ATEC, 4-6 biegów; retarder jako opcja . Układ T-Drive z wózkiem silnika/skrzyni biegów dla łatwego demontażu. | Allison World B400 lub B500, sterowanie ATEC, 4-6 biegów; retarder jako opcja . Układ T-Drive z wózkiem silnika/skrzyni biegów dla łatwego demontażu. | Allison World B400 lub B500, sterowanie ATEC, 4-6 biegów; retarder jako opcja . Układ T-Drive z wózkiem silnika/skrzyni biegów dla łatwego demontażu. | Allison World B400 lub B500, sterowanie ATEC, 4-6 biegów; retarder jako opcja . Układ T-Drive z wózkiem silnika/skrzyni biegów dla łatwego demontażu. | ZF 5HP590, 5-biegowa, zintegrowany retarder z napędem kątowym 80° | ZF 5HP590, 5-biegowa, zintegrowany retarder z napędem kątowym 80° |
| Osie                           | Przód: Niezależne zawieszenie przednie NEOPLAN z piastami osi Meritor. Tył: Oś napędowa Meritor 61000 w różnych dostępnych przełożeniach | Przód: Niezależne zawieszenie przednie NEOPLAN z piastami osi Meritor. Tył: Oś napędowa Meritor 61000 w różnych dostępnych przełożeniach | Przód: Oś skrętna Meritor FH-946 Tył: Planetarna oś napędowa Meritor RC-26-633 o różnych przełożeniach | Przód: Oś skrętna Meritor FH-946 Tył: Planetarna oś napędowa Meritor RC-26-633 o różnych przełożeniach | Przód: Oś skrętna Meritor FH-946 Tył: Oś sztywna Meritor RC-26-720 z mechanizmem opuszczania ze stopniem nachylenia 80° lub ZF AV V9-65L-131 z różnymi dostępnymi przełożeniami | Przód: Oś skrętna Meritor FH-946 Tył: Oś sztywna Meritor RC-26-720 z mechanizmem opuszczania ze stopniem nachylenia 80° lub ZF AV V9-65L-131 z różnymi dostępnymi przełożeniami |
| Hamulce                        | Hamulce Bendix "S" z automatycznymi regulatorami luzu Haldex i komory hamulcowe MGM. Systemu ABS Meritor Wabaco w standardzie; Automatyczna kontrola trakcji (ATC) jako opcja | Hamulce Bendix "S" z automatycznymi regulatorami luzu Haldex i komory hamulcowe MGM. Systemu ABS Meritor Wabaco w standardzie; Automatyczna kontrola trakcji (ATC) jako opcja | Hamulce Bendix "S" z automatycznymi regulatorami luzu Haldex i komory hamulcowe MGM. Systemu ABS Meritor Wabaco w standardzie; Automatyczna kontrola trakcji (ATC) jako opcja | Hamulce Bendix "S" z automatycznymi regulatorami luzu Haldex i komory hamulcowe MGM. Systemu ABS Meritor Wabaco w standardzie; Automatyczna kontrola trakcji (ATC) jako opcja | Hamulce Bendix "S" z automatycznymi regulatorami luzu Haldex i komory hamulcowe MGM. Systemu ABS Meritor Wabaco w standardzie; Automatyczna kontrola trakcji (ATC) jako opcja; Osie ZF wykorzystują hamulce tarczowe ZF. | Hamulce Bendix "S" z automatycznymi regulatorami luzu Haldex i komory hamulcowe MGM. Systemu ABS Meritor Wabaco w standardzie; Automatyczna kontrola trakcji (ATC) jako opcja; Osie ZF wykorzystują hamulce tarczowe ZF. |
| Zbiornik paliwa                | Pojedynczy zbiornik o pojemności 125 galonów (473,1765 l) lub podwójny o pojemności do 70 galonów każdy (2x264,97 l ). Zbiorniki CNG montowane pod podłogą lub na dachu. | Pojedynczy zbiornik o pojemności 125 galonów (473,1765 l) lub podwójny o pojemności do 70 galonów każdy (2x264,97 l ). Zbiorniki CNG montowane pod podłogą lub na dachu. | Dwa prostokątne zbiorniki o pojemności do 70 galonów każdy. Zbiornik CNG montowany na dachu. | Dwa prostokątne zbiorniki o pojemności do 70 galonów każdy. Zbiornik CNG montowany na dachu. | Dwa prostokątne zbiorniki o pojemności do 70 galonów każdy. Zbiornik CNG montowany na dachu. | Dwa prostokątne zbiorniki o pojemności do 70 galonów każdy. Zbiornik CNG montowany na dachu. |
| Elektryka                      | System 12/24 V z dwoma lub czterema akumulatorami o dużej wytrzymałości. Przednia skrzynka z bezpiecznikami obsługiwana z zewnątrz; Tylna skrzynka znajduje nad komorą silnika. Oznaczone kolorami i kodami polietylenowe (SAE) z metalowymi złączami o dużej wytrzymałości. Resetowalne wyłączniki automatyczne i bezpieczniki; Multipleks Allen Bradley lub Dinex I/O Control jako opcja; Podwójne reflektory 12 V (z uszczelnioną wiązką) i zewnętrzne światła LED. | System 12/24 V z dwoma lub czterema akumulatorami o dużej wytrzymałości. Przednia skrzynka z bezpiecznikami obsługiwana z zewnątrz; Tylna skrzynka znajduje nad komorą silnika. Oznaczone kolorami i kodami polietylenowe (SAE) z metalowymi złączami o dużej wytrzymałości. Resetowalne wyłączniki automatyczne i bezpieczniki; Multipleks Allen Bradley lub Dinex I/O Control jako opcja; Podwójne reflektory 12 V (z uszczelnioną wiązką) i zewnętrzne światła LED. | System 12/24 V z dwoma lub czterema akumulatorami o dużej wytrzymałości. Przednia skrzynka z bezpiecznikami obsługiwana z zewnątrz; Tylna skrzynka znajduje nad komorą silnika. Oznaczone kolorami i kodami polietylenowe (SAE) z metalowymi złączami o dużej wytrzymałości. Resetowalne wyłączniki automatyczne i bezpieczniki; Multipleks Allen Bradley lub Dinex I/O Control jako opcja; Podwójne reflektory 12 V (z uszczelnioną wiązką) i zewnętrzne światła LED. | System 12/24 V z dwoma lub czterema akumulatorami o dużej wytrzymałości. Przednia skrzynka z bezpiecznikami obsługiwana z zewnątrz; Tylna skrzynka znajduje nad komorą silnika. Oznaczone kolorami i kodami polietylenowe (SAE) z metalowymi złączami o dużej wytrzymałości. Resetowalne wyłączniki automatyczne i bezpieczniki; Multipleks Allen Bradley lub Dinex I/O Control jako opcja; Podwójne reflektory 12 V (z uszczelnioną wiązką) i zewnętrzne światła LED. | System 12/24 V z dwoma lub czterema akumulatorami o dużej wytrzymałości. Przednia skrzynka z bezpiecznikami obsługiwana z zewnątrz; Tylna skrzynka znajduje nad komorą silnika. Oznaczone kolorami i kodami polietylenowe (SAE) z metalowymi złączami o dużej wytrzymałości. Resetowalne wyłączniki automatyczne i bezpieczniki; Multipleks Allen Bradley lub Dinex I/O Control jako opcja; Podwójne reflektory 12 V (z uszczelnioną wiązką) i zewnętrzne światła LED. | System 12/24 V z dwoma lub czterema akumulatorami o dużej wytrzymałości. Przednia skrzynka z bezpiecznikami obsługiwana z zewnątrz; Tylna skrzynka znajduje nad komorą silnika. Oznaczone kolorami i kodami polietylenowe (SAE) z metalowymi złączami o dużej wytrzymałości. Resetowalne wyłączniki automatyczne i bezpieczniki; Multipleks Allen Bradley lub Dinex I/O Control jako opcja; Podwójne reflektory 12 V (z uszczelnioną wiązką) i zewnętrzne światła LED. |
| Pojemność pasażerska           | Miejsca siedzące dla maksymalnie 43 pasażerów. Indywidualny tranzyt i dostępne są podmiejskie style siedzenia. W pełni zgodny z ADA. | Miejsca siedzące dla maksymalnie 43 pasażerów. Indywidualny tranzyt i dostępne są podmiejskie style siedzenia. W pełni zgodny z ADA. | Miejsca siedzące dla maksymalnie 37 pasażerów plus miejsca stojące. Dostosowane Dostępne style siedzeń tranzytowych. W pełni zgodny z ADA. | Miejsca siedzące dla maksymalnie 37 pasażerów plus miejsca stojące. Dostosowane Dostępne style siedzeń tranzytowych. W pełni zgodny z ADA. | Miejsca siedzące dla maksymalnie 40 pasażerów plus miejsca stojące. Dostosowane Dostępne są style siedzeń w transporcie publicznym i podmiejskim. | Miejsca siedzące dla maksymalnie 40 pasażerów plus miejsca stojące. Dostosowane Dostępne są style siedzeń w transporcie publicznym i podmiejskim. |
| Klimatyzacja                   | Wydajne jednostki HVAC, w tym wysokowydajny Thermo King z inteligentnym sterowaniem, Carrier lub Sutrak. Dostępne w wersji do montażu z tyłu pojazdu lub na dachu. Dostępne są czynniki chłodnicze R22, R134A i R409C. Klimatyzacja kierowcy w zestawie z odmrażaczem przedniej szyby, zawierająca oddzielny system wentylacji powietrznej, który wykorzystuje dmuchawy i otwarty obieg powietrza. Znajduje się w przedniej desce rozdzielczej, dostępnej z zewnątrz.  | Wydajne jednostki HVAC, w tym wysokowydajny Thermo King z inteligentnym sterowaniem, Carrier lub Sutrak. Dostępne w wersji do montażu z tyłu pojazdu lub na dachu. Dostępne są czynniki chłodnicze R22, R134A i R409C. Klimatyzacja kierowcy w zestawie z odmrażaczem przedniej szyby, zawierająca oddzielny system wentylacji powietrznej, który wykorzystuje dmuchawy i otwarty obieg powietrza. Znajduje się w przedniej desce rozdzielczej, dostępnej z zewnątrz.  | Wydajne jednostki HVAC, w tym wysokowydajny Thermo King z inteligentnym sterowaniem, Carrier lub Sutrak. Dostępne w wersji do montażu z tyłu pojazdu lub na dachu. Dostępne są czynniki chłodnicze R22, R134A i R409C. Klimatyzacja kierowcy w zestawie z odmrażaczem przedniej szyby, zawierająca oddzielny system wentylacji powietrznej, który wykorzystuje dmuchawy i otwarty obieg powietrza. Znajduje się w przedniej desce rozdzielczej, dostępnej z zewnątrz.  | Wydajne jednostki HVAC, w tym wysokowydajny Thermo King z inteligentnym sterowaniem, Carrier lub Sutrak. Dostępne w wersji do montażu z tyłu pojazdu lub na dachu. Dostępne są czynniki chłodnicze R22, R134A i R409C. Klimatyzacja kierowcy w zestawie z odmrażaczem przedniej szyby, zawierająca oddzielny system wentylacji powietrznej, który wykorzystuje dmuchawy i otwarty obieg powietrza. Znajduje się w przedniej desce rozdzielczej, dostępnej z zewnątrz.  | Wydajne jednostki HVAC, w tym wysokowydajny Thermo King z inteligentnym sterowaniem, Carrier lub Sutrak. Dostępne w wersji do montażu z tyłu pojazdu lub na dachu. Dostępne są czynniki chłodnicze R22, R134A i R409C. Klimatyzacja kierowcy w zestawie z odmrażaczem przedniej szyby, zawierająca oddzielny system wentylacji powietrznej, który wykorzystuje dmuchawy i otwarty obieg powietrza. Znajduje się w przedniej desce rozdzielczej, dostępnej z zewnątrz.  | Wydajne jednostki HVAC, w tym wysokowydajny Thermo King z inteligentnym sterowaniem, Carrier lub Sutrak. Dostępne w wersji do montażu z tyłu pojazdu lub na dachu. Dostępne są czynniki chłodnicze R22, R134A i R409C. Klimatyzacja kierowcy w zestawie z odmrażaczem przedniej szyby, zawierająca oddzielny system wentylacji powietrznej, który wykorzystuje dmuchawy i otwarty obieg powietrza. Znajduje się w przedniej desce rozdzielczej, dostępnej z zewnątrz.  |
| Bezpieczeństwo                 | Zderzaki pochłaniające energię z przodu i z tyłu; Okna dachowa; Gaśnica chemiczna proszkowa; System wykrywania pożaru; System wykrywania metanu dla CNG | Zderzaki pochłaniające energię z przodu i z tyłu; Okna dachowa; Gaśnica chemiczna proszkowa; System wykrywania pożaru; System wykrywania metanu dla CNG | Zderzaki pochłaniające energię z przodu i z tyłu; Okna dachowa; Gaśnica chemiczna proszkowa; System wykrywania pożaru; System wykrywania metanu dla CNG | Zderzaki pochłaniające energię z przodu i z tyłu; Okna dachowa; Gaśnica chemiczna proszkowa; System wykrywania pożaru; System wykrywania metanu dla CNG | Zderzaki pochłaniające energię z przodu i z tyłu; Okna dachowa; Gaśnica chemiczna proszkowa; System wykrywania pożaru; System wykrywania metanu dla CNG | Zderzaki pochłaniające energię z przodu i z tyłu; Okna dachowa; Gaśnica chemiczna proszkowa; System wykrywania pożaru; System wykrywania metanu dla CNG |
| Wyposażenie                    | - Głosowy lub wzbudzany przyciskiem STOP system powiadamiania; System lokalizacji pojazdu; System raportowania stanu pojazdu; Monitoring; System wspomagający rozruch pojazdu; Pomocniczy system grzewczy; Dodatkowe wzmocnienia m.in. IsoClad, Corashield i Tectyl; Kamera cofania; System gaszenia pożaru; System przyklęku | - Głosowy lub wzbudzany przyciskiem STOP system powiadamiania; System lokalizacji pojazdu; System raportowania stanu pojazdu; Monitoring; System wspomagający rozruch pojazdu; Pomocniczy system grzewczy; Dodatkowe wzmocnienia m.in. IsoClad, Corashield i Tectyl; Kamera cofania; System gaszenia pożaru; System przyklęku | - Głosowy lub wzbudzany przyciskiem STOP system powiadamiania; System lokalizacji pojazdu; System raportowania stanu pojazdu; Monitoring; System wspomagający rozruch pojazdu; Pomocniczy system grzewczy; Dodatkowe wzmocnienia m.in. IsoClad, Corashield i Tectyl; Kamera cofania; System gaszenia pożaru; System przyklęku | - Głosowy lub wzbudzany przyciskiem STOP system powiadamiania; System lokalizacji pojazdu; System raportowania stanu pojazdu; Monitoring; System wspomagający rozruch pojazdu; Pomocniczy system grzewczy; Dodatkowe wzmocnienia m.in. IsoClad, Corashield i Tectyl; Kamera cofania; System gaszenia pożaru; System przyklęku | - Głosowy lub wzbudzany przyciskiem STOP system powiadamiania; System lokalizacji pojazdu; System raportowania stanu pojazdu; Monitoring; System wspomagający rozruch pojazdu; Pomocniczy system grzewczy; Dodatkowe wzmocnienia m.in. IsoClad, Corashield i Tectyl; Kamera cofania; System gaszenia pożaru; System przyklęku | - Głosowy lub wzbudzany przyciskiem STOP system powiadamiania; System lokalizacji pojazdu; System raportowania stanu pojazdu; Monitoring; System wspomagający rozruch pojazdu; Pomocniczy system grzewczy; Dodatkowe wzmocnienia m.in. IsoClad, Corashield i Tectyl; Kamera cofania; System gaszenia pożaru; System przyklęku |
| Okna                           | Górna część dwusekcyjnych zakrzywionych szyb przednich jest przyciemniana z osłoną przeciwsłoneczną. Szyby przednie są specjalnie zakrzywione, aby wyeliminować odblaski i odbicia promieni słonecznych. Okna pasażerów posiadają uchylaną górną część oraz standardowe przeszklenie (szkło bezpieczne hartowane 1/4 " (6,35 mm)); Ręczna regulacja lub szyba lita (bezpieczne szkło laminowane lub akrylowe) i protektorowe panele jako opcja.                        | Górna część dwusekcyjnych zakrzywionych szyb przednich jest przyciemniana z osłoną przeciwsłoneczną. Szyby przednie są specjalnie zakrzywione, aby wyeliminować odblaski i odbicia promieni słonecznych. Okna pasażerów posiadają uchylaną górną część oraz standardowe przeszklenie (szkło bezpieczne hartowane 1/4 " (6,35 mm)); Ręczna regulacja lub szyba lita (bezpieczne szkło laminowane lub akrylowe) i protektorowe panele jako opcja.                        | Górna część dwusekcyjnych zakrzywionych szyb przednich jest przyciemniana z osłoną przeciwsłoneczną. Szyby przednie są specjalnie zakrzywione, aby wyeliminować odblaski i odbicia promieni słonecznych. Okna pasażerów posiadają uchylaną górną część oraz standardowe przeszklenie (szkło bezpieczne hartowane 1/4 " (6,35 mm)); Ręczna regulacja lub szyba lita (bezpieczne szkło laminowane lub akrylowe) i protektorowe panele jako opcja.                        | Górna część dwusekcyjnych zakrzywionych szyb przednich jest przyciemniana z osłoną przeciwsłoneczną. Szyby przednie są specjalnie zakrzywione, aby wyeliminować odblaski i odbicia promieni słonecznych. Okna pasażerów posiadają uchylaną górną część oraz standardowe przeszklenie (szkło bezpieczne hartowane 1/4 " (6,35 mm)); Ręczna regulacja lub szyba lita (bezpieczne szkło laminowane lub akrylowe) i protektorowe panele jako opcja.                        | Górna część dwusekcyjnych zakrzywionych szyb przednich jest przyciemniana z osłoną przeciwsłoneczną. Szyby przednie są specjalnie zakrzywione, aby wyeliminować odblaski i odbicia promieni słonecznych. Okna pasażerów posiadają uchylaną górną część oraz standardowe przeszklenie (szkło bezpieczne hartowane 1/4 " (6,35 mm)); Ręczna regulacja lub szyba lita (bezpieczne szkło laminowane lub akrylowe) i protektorowe panele jako opcja.                        | Górna część dwusekcyjnych zakrzywionych szyb przednich jest przyciemniana z osłoną przeciwsłoneczną. Szyby przednie są specjalnie zakrzywione, aby wyeliminować odblaski i odbicia promieni słonecznych. Okna pasażerów posiadają uchylaną górną część oraz standardowe przeszklenie (szkło bezpieczne hartowane 1/4 " (6,35 mm)); Ręczna regulacja lub szyba lita (bezpieczne szkło laminowane lub akrylowe) i protektorowe panele jako opcja.                        |